# Hypoponera schmalzi
Hypoponera schmalzi är en myrart som först beskrevs av Carlo Emery 1896.  Hypoponera schmalzi ingår i släktet Hypoponera och familjen myror.

## Underarter
Arten delas in i följande underarter:
- H. s. fugitans
- H. s. paulina
- H. s. schmalzi

## Bildgalleri

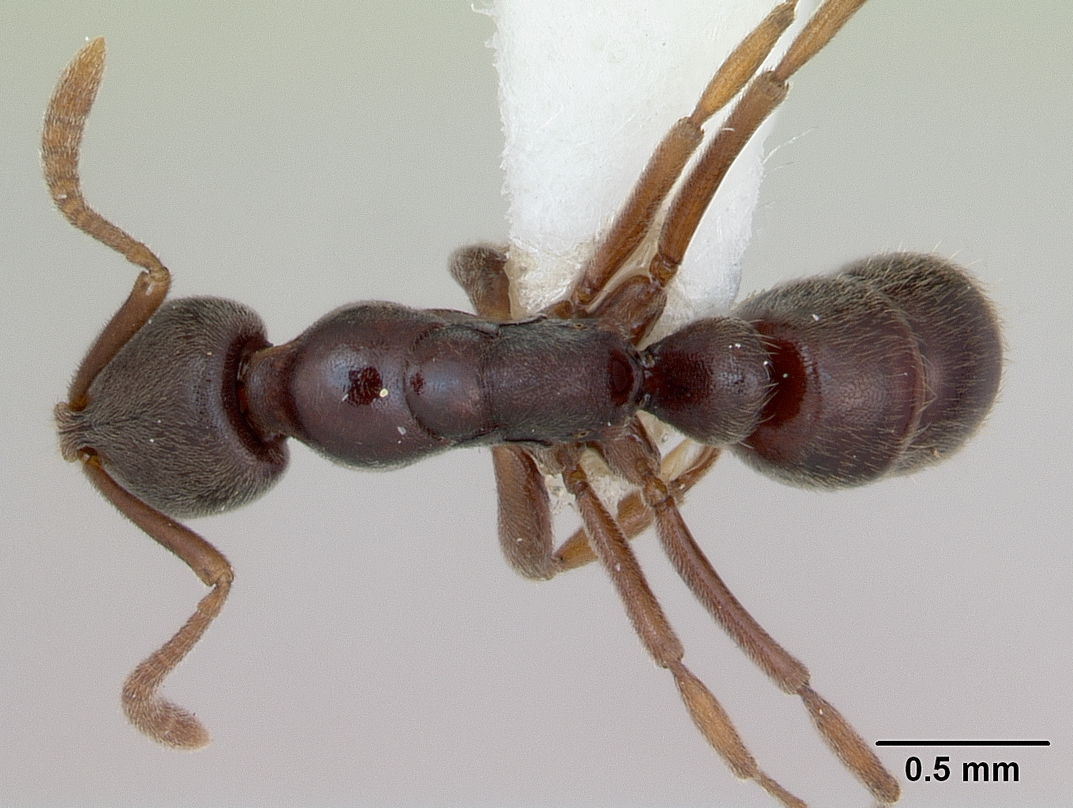
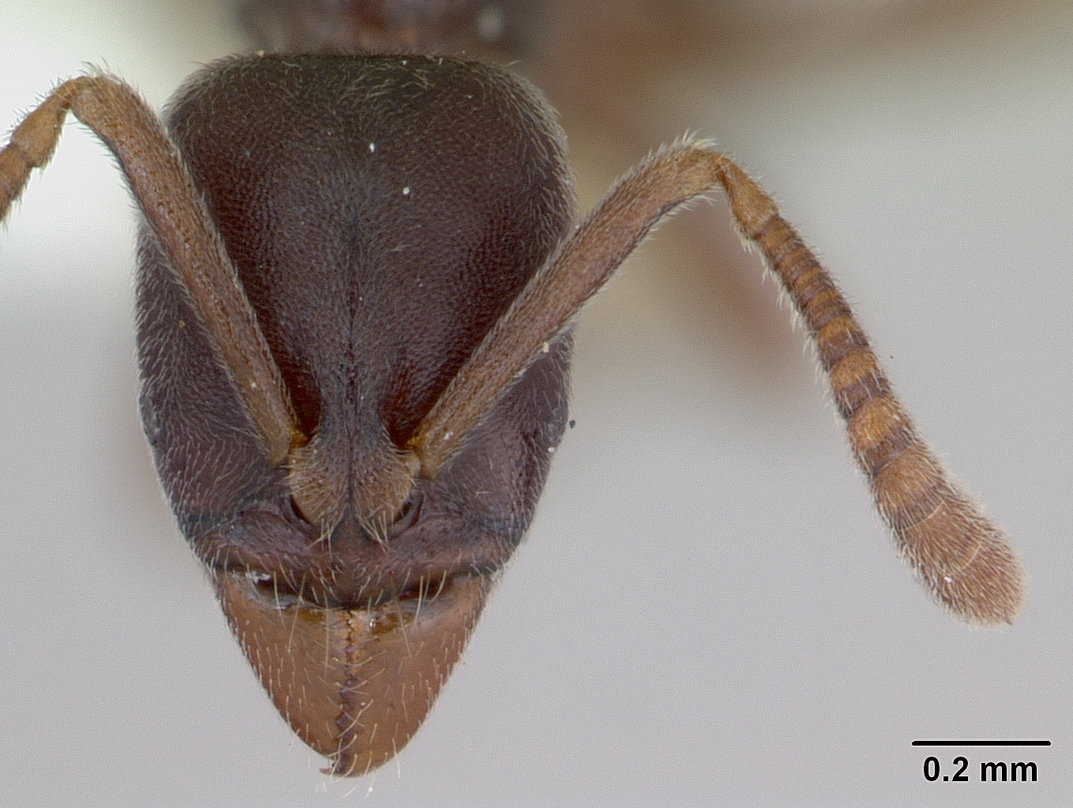
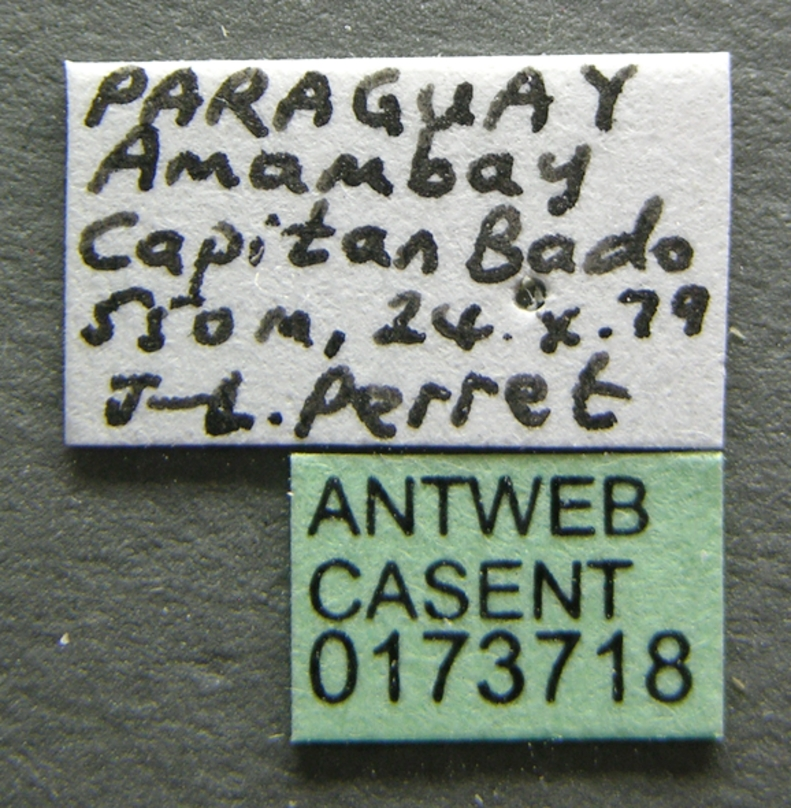
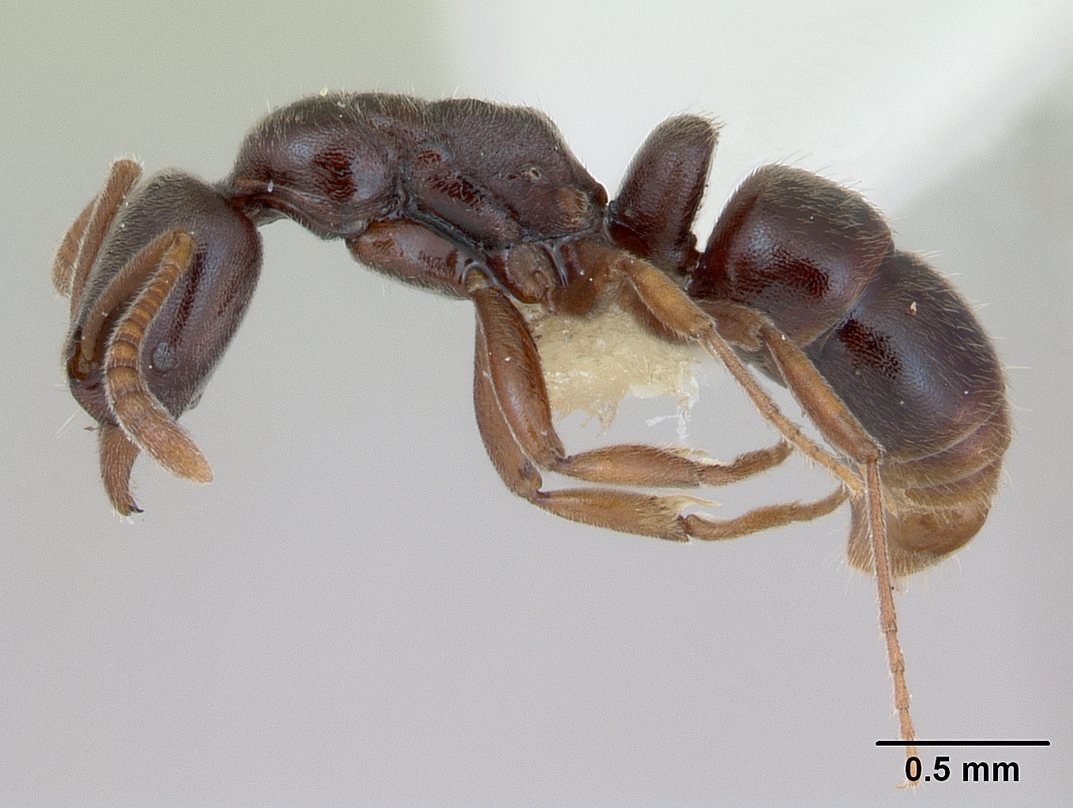